# Osmia cerinthidis
Osmia cerinthidis är en biart som beskrevs av Ferdinand Morawitz 1876. Den ingår i släktet murarbin och familjen buksamlarbin.

## Underarter
Arten delas in i följande underarter:
- O. c. cerinthidis
- O. c. crassiclypeata

## Beskrivning
Artens grundfärg är metalliskt grönaktig hos hanen, metalliskt grönblå hos honan. Behåringen är helt vit hos hanen, hos honan uppblandat med svart på clypeus, helt svart på bakkanten av tergit 4 samt likaledes helt svart på tergiterna 5 och 6. Hanen är omkring 10 mm lång, honan omkring 12 mm.

## Utbredning
Osmia cerinthidis förekommer i södra och sydöstra Europa från Frankrike över Tyskland, Italien (inklusive Sicilien), Österrike, Polen, Slovakien, Tjeckien, Slovenien, Bosnien och Hercegovina, Rumänien, Bulgarien, Nordmakedonien, Grekland, Ryssland, Georgien, Ukraina till Armenien, samt dessutom i Turkiet, Iran och delar av Kina.

## Ekologi
Arten är oligolektisk, en födospecialist som enbart utnyttjar familjen strävbladiga växter som födokälla, och där främst vaxblommor.
Som alla murarbin är biet solitärt (icke-socialt); honan ansvarar själv för avkommans omsorg. Larvbona inrättas i existerande håligheter, som färdigborrade hål i träblock som satts upp för att locka polinerande vildbin och ihåliga stjälkar av exempelvis bladvass. Honan delar in utrymmet i celler, var och en innehållande ett ägg och åtskilda med väggar gjorda av torkad gyttja. Ingången till raden med celler förseglas med en plugg av samma material.